# Pionnat
Pionnat é uma comuna francesa na região administrativa da Nova Aquitânia, no departamento de Creuse. Estende-se por uma área de 41,77 km². Em 2010 a comuna tinha 759 habitantes (densidade: 18,2 hab./km²).